# Pillsbury Company
La Pillsbury Company était une entreprise agroalimentaire américaine dont le siège social était situé à Minneapolis, Minnesota. Avant son acquisition par General Mills en 2001, c'était l'une des plus importantes sociétés agroalimentaires au monde[réf. nécessaire]. C'est également une marque commerciale utilisée par General Mills et J.M. Smucker Company, les deux entreprises qui ont hérité de ses activités.

## Histoire
C.A. Pillsbury and Company est créée en 1872 par Charles Alfred Pillsbury et son oncle John Sargent Pillsbury. Il s'agit alors d'une simple minoterie, mais rapidement l'entreprise fabrique et commercialise des biscuits à base de céréales ainsi des céréales pour le petit déjeuner. Renommée par la suite Pillsbury Flour Mills Company, le groupe procède à partir de 1950 à des acquisitions qui lui donnèrent une taille importante : les marques de glaces Häagen Dazs, de céréales Géant Vert, et les fast-foods Burger King.
En 1968, Pillsbury, qui possédait déjà Gringoire, une entreprise française spécialisée dans la fabrication de biscottes, prend le contrôle de Brossard. Les deux sociétés fusionnent en 1975 pour former le groupe Gringoire-Brossard. 
En 1989, Pillsbury est rachetée par la firme anglaise Grand Metropolitan.
Puis en 1997, Grand Metropolitan revend Brossard à Sara Lee et fusionne avec le groupe Guinness pour donner naissance à Diageo, une multinationale spécialisée dans les alcools et spiritueux. Celle-ci décide alors de se séparer de Pillsbury, qu'elle cède à General Mills, après avoir revendu Burger King.
À cause des lois antitrust américaines, General Mills s'est vu obligé de revendre les produits de cuisine secs et congelés de marque Pillsbury à International Multifoods Corporation, qui appartient aujourd'hui à Smucker. General Mills a néanmoins conservé les aliments réfrigérés et congelés.